# Carl von Ledebur (metteur en scène)
Pour les articles homonymes, voir Ledebur.
Ne doit pas être confondu avec Carl von Ledebur (écrivain).
Carl Wilhelm Ferdinand Heinrich baron von Ledebur, également Karl (né le 13 février 1840 à Berlin et mort le 4 novembre 1913 à Schwerin) est un directeur de théâtre prussien.

## Biographie

### Origine
Carl von Ledebur est issu de l'ancienne famille noble de Westphalie von Ledebur (de) et est le fils de l'officier et écrivain Carl von Ledebur et de sa femme Sophie, née von Löschebrandt (1807-1888).

### Carrière
Il est formé dans le corps des cadets prussiens, embrasse également la carrière d'officier et s'engage le 8 mai 1858 dans l'armée comme enseigne dans le 2e régiment à pied de la Garde. Il y reçoit le 13 octobre 1859 son brevet de sous-lieutenant. Le 1er juillet 1860, il est muté dans le 3e régiment d'uhlans de la Garde et est promu le 30 octobre 1866 premier lieutenant.
Ledebur, qui s'illustre également comme compositeur de plusieurs chansons et marches, est nommé directeur du théâtre de la cour de Wiesbaden au début de mai 1869. Initialement en congé du service officier, il est autorisé à partir le 18 juin 1870.
Avec le déclenchement de la guerre franco-prussienne, cependant, il est réactivé peu de temps après et devient lieutenant dans le 20e régiment d'infanterie (pl). Après la fin de la guerre, il s'installe à Leipzig, où il étudie et devient en même temps directeur de la Société coopérative des auteurs et compositeurs dramatiques De nouveau en congé, il est définitivement libéré le 12 mars 1874 avec une pension et la perspective d'un emploi dans la fonction publique.
De 1874 à 1882, il travaille pendant neuf ans comme directeur de théâtre à Riga.

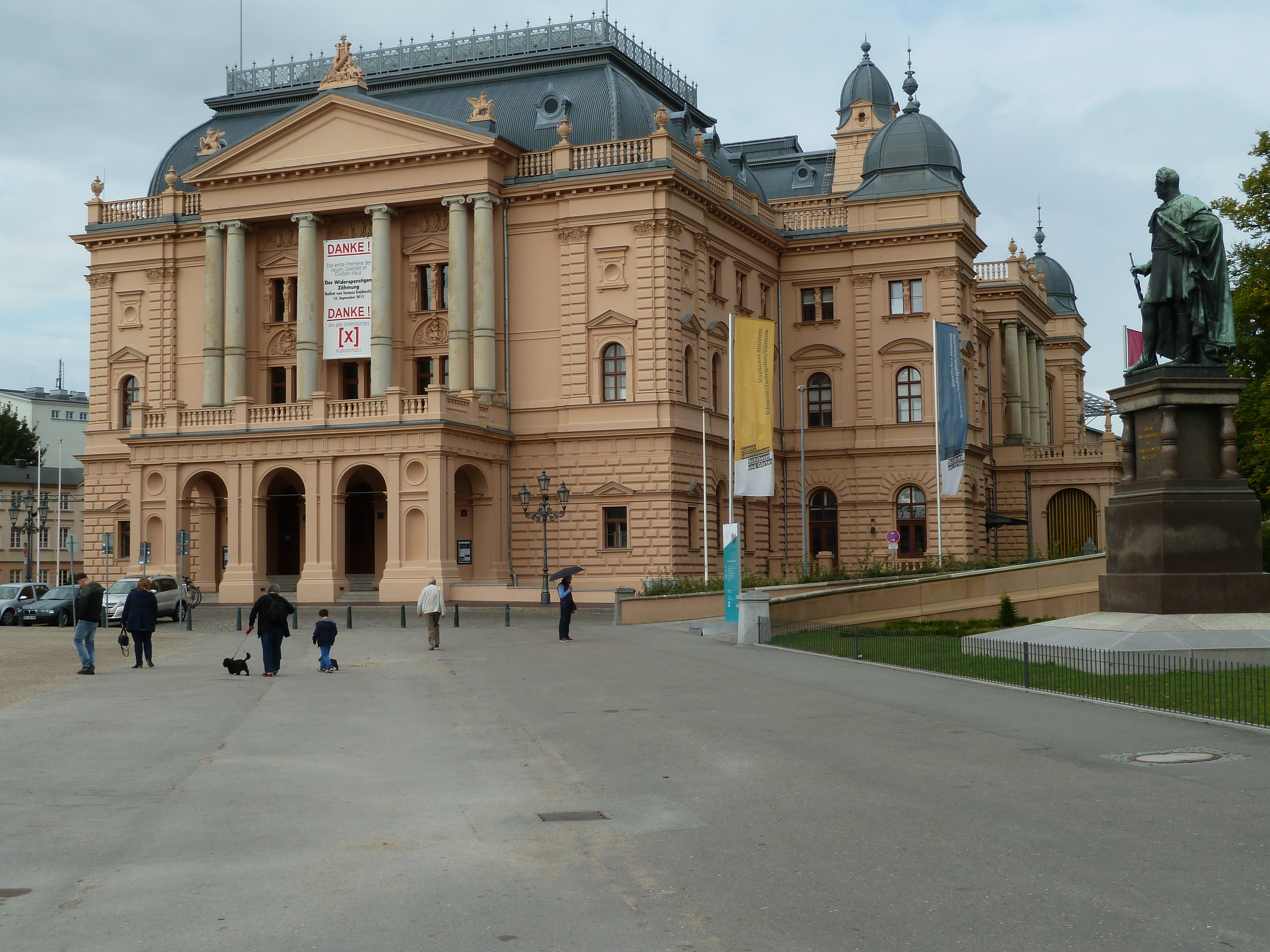
Théâtre de Schwerin

De 1883 jusqu'à sa mort en 1913, il succède à Alfred von Wolzogen (de) comme directeur général du Théâtre grand-ducal de la cour de Schwerin (de) et de la chapelle de la cour; pendant son mandat en 1886, le nouveau bâtiment du théâtre est ouvert dans l'Ancien jardin (de).
Ledebur cultive l'œuvre de Richard Wagner en donnant des premières à Schwerin Le Crépuscule des dieux, L'Or du Rhin et Tristan und Isolde. Le 6 janvier 1893, il présente l'opéra Iolanta de Tchaïkovski à Schwerin, trois jours après la première allemande à Hambourg et seulement 19 jours après sa première à Saint-Pétersbourg.
En 1899, il vient à Berlin avec la troupe pour une représentation en tournée et en 1908 à Prague.
À partir de 1885, il est membre de l'Association pour l'histoire et l'antiquité du Mecklembourg. En 1905, il est vice-président de l'Association théâtrale allemande (de).

### Famille
Il se marie le 10 novembre 1865 avec Elisabeth, née von Hobe (de) (née le 20 mai 1842 à Dyrotz), une fille de l'administrateur de l'arrondissement d'Havelland-de-l'Est (de) August von Hobe (de) issue de son troisième mariage avec Marie Luise du Titre ; Cependant, elle décède le 25 août 1866. De ce premier mariage naît son fils Arthur von Ledebur (1866-1945), qui devient également officier et est finalement major général.
Le 14 juillet 1874, il se marie en secondes noces à l'actrice Josephine, née Birnbaum (née le 13 juin 1842 à Cassel et morte le 28 septembre 1907 à Schwerin). De 1858 à 1860, elle est Jugendliche Liebhaberin au théâtre de la cour de Stuttgart ; travaille à Prague de 1860 à 1864, puis à Berlin et à Hambourg, de 1867 à 1870 à Graz et de 1870 à 1874 à Leipzig. De son deuxième mariage sont nées ses filles Margaretha (née en 1876 à Riga) et Elsa (née en 1877 à Riga).
La famille vit à Ostorf à la Villa Freya.

## Décorations et honneurs
- Chambellan grand-ducal de Mecklembourg-Schwerin
- Membre honoraire de la coopérative des membres du théâtre allemand (de)[5]
- Ordre de la Couronne de Wende, Grand-Croix [6]
- Médaille commémorative Frédéric-François III
- Croix de fer (1870), 2e classe (11 octobre 1870)
- Ordre royal de la Couronne, 1re classe
- Ordre de l'Aigle rouge, 3e classe
- Ordre de Saint-Jean, chevalier de Justice (26 juin 1900) [7]
- Croix d'honneur reussoise, 1re classe avec couronne
- Ordre de Saint-Michel, 1re classe
- Ordre du Faucon blanc, 2e classe avec étoile
- Ordre d'Albert l'Ours, chevalier
- Ordre d'Henri le Lion, Commandeur de 2e classe
- Ordre de la Maison ernestine de Saxe, Commandant de 1re classe
- Ordre d'Albert, Commandant de 1re classe
- Ordre du Mérite du duc Pierre-Frédéric-Louis, Grand-Croix
- Ordre de François-Joseph, croix de commandeur avec étoile
- Commandeur de 1re classe de l'ordre du Dannebrog
- Ordre d'Orange-Nassau, Croix de Grand Officier
- Ordre de la Couronne de Roumanie, Commandeur
- Médaille Bene Merenti (de) en or (Roumanie)
- Ordre de l'Éléphant blanc, 2e classe
- Ordre du buste de Bolivar (de)
- Médaille d'anniversaire de mariage grand-ducal saxon en or
- Médaille commémorative de guerre pour les campagnes de 1870-71

## Travaux
- (Hrsg.) König Friedrich I. von Preußen. Beiträge zur Geschichte eines Hofes, sowie der Wissenschaften, Künste und Staatsverwaltung jener Zeit. Leipzig 1878 (nach Notizen seines Vaters) (Digitalisat)
- Aus meinem Tagebuch. Ein Beitrag zur Geschichte des Schweriner Hoftheaters 1883-1897.  Schwerin: Herberger 1897 (Digitalisat)